# Villagonzalo de Tormes
Villagonzalo de Tormes és un municipi de la província de Salamanca a la comunitat autònoma de Castella i Lleó. Limita al Nord-oest amb Machacón, al Nord-est amb Encinas de Abajo, al Sud-est amb Garcihernández, al Sud amb Alba de Tormes i Terradillos i a l'Oest amb Calvarrasa de Arriba.

## Demografia
| 1991 | 1996 | 2001 | 2004 |
| ---- | ---- | ---- | ---- |
| 563  | 543  | 530  | 514  |